# 王鉴明
王鉴明（1916年—？），男，广东东莞人，中国甘蔗育种栽培学家，高级农艺师，曾任第三、五、六届全国人大代表。